# Jonas Eduardo Américo
Jonas Eduardo Américo, meglio noto come Edu (Jaú, 6 agosto 1949), è un ex calciatore brasiliano di ruolo attaccante, campione del mondo nel 1970 con la nazionale brasiliana.

## Carriera

### Club
Edu iniziò la sua carriera nel 1966 nelle file del Santos, con cui debuttò al Maracanã contro il Botafogo, complice anche l'infortunio di Pelé. Nella sua seconda partita con i bianconeri contro il Bangu nel Torneo Rio-San Paolo segnò il primo e anche il secondo gol in carriera.
Con la squadra di Santos vinse, 4 Campionati Paulisti, una Recopa Sudamericana, un Torneo Rio-San Paolo e un Torneo Roberto Gomes Pedrosa. Con 584 partite disputate e 183 reti segnate in 11 stagioni è il sesto giocatore nella storia del Santos per presenze (dietro Pelé, Pepe, Zito, Lima e Dorval) e il settimo per marcature (dietro Pelé, Pepe, Coutinho, Toninho Guerreiro, Feitiço e Dorval).
Nel 1977 lasciò il Santos per trasferirsi prima al Corinthians, con cui vinse un altro Campionato Paulista, poi all'Internacional e poi ai messicani del Tigres, in cui rimase fino al 1983.
Nel 1983 ritornò in patria al São Cristóvão e poi passò al Nacional di Manaus nel 1984, con cui vinse 2 Campionati Amazonensi, e infine l'anno seguente al Dom Bosco, dove chiuse la carriera nel 1985.
Durante la sua carriera vinse per il Bola de Prata, premio assegnato dalla rivista Placar ai migliori 11 giocatori del campionato brasiliano nel 1971.

### Nazionale
Edu conta 45 presenze con la nazionale brasiliana, con cui esordì il 5 giugno 1966 a Belo Horizonte in amichevole contro la Polonia (4-1).
Con il Brasile ha partecipato ai Mondiali nel 1966 (Seleção eliminata nella fase a gironi), dove non scese mai in campo, nel 1970 (competizione vinta dal Brasile), dove giocò solo la partita contro la Romania (3-2) sostituendo Clodoaldo, e nel 1974 (4º posto per i verdeoro), dove scese in campo contro lo Zaire (3-0).

## Palmarès

### Club

#### Competizioni nazionali
- Torneo Rio-San Paolo: 1

Santos: 1966
- Campionato paulista: 5

Santos: 1967, 1968, 1969, 1973
Corinthians: 1977
- Torneo Roberto Gomes Pedrosa: 1

Santos: 1968
- Campionato Amazonense: 2

Nacional: 1984, 1985

#### Competizioni internazionali
- Supercoppa dei Campioni Intercontinentali: 1

Santos: 1968

### Nazionale
- Campionato mondiale: 1

Messico 1970

### Individuale
- Bola de Prata: 1

1971